# Madonna col Bambino (Cima da Conegliano Londra 1505)
La Madonna col Bambino è un dipinto a olio su tavola (53,3x43,8 cm) di Cima da Conegliano, databile 1505 e conservato nella National Gallery di Londra.